# Krunski venac
Krunski venac (en serbe cyrillique : Крунски венац) est un quartier de Belgrade, la capitale de la Serbie. Il est situé dans la municipalité urbaine de Vračar.

## Emplacement
Krunski venac était situé le long de la rue Krunska et, en serbe, son nom signifie « la rue de la couronne ». Le quartier est situé au nord de la municipalité de Vračar.

## Architecture
La rue principale du quartier est la rue Krunska, considérée comme l'une des plus élégantes de Belgrade.

## Culture
Le musée Nikola-Tesla est situé dans le quartier. Le 12 juillet 2007, la Fontaine de Tesla a été inaugurée juste en face du musée pour le 115e des Jeux d'eau de Belgrade. La fontaine a été conçue selon un projet initial de Nikola Tesla, élaboré en 1913, utilisant une pompe peu gourmande en électricité. Il a fallu 25 ans de recherches pour mettre au point l'appareil faisant fonctionner la fontaine. À cette époque, Tesla travaillait en collaboration avec le célèbre vitrier Louis Comfort Tiffany.